# Ameridion petrum
Espèce
Synonymes
- Theridion petrum Levi, 1959

 Ameridion petrum est une espèce d'araignées aranéomorphes de la famille des Theridiidae.

## Distribution
Cette espèce se rencontre au Panama, à la Trinité et au Pérou.

## Description
Le mâle holotype mesure 1,3 mm et la femelle paratype 1,2 mm.

## Publication originale
- Levi, 1959 : The spider genera Achaearanea, Theridion and Sphyrotinus from Mexico, Central America and the West Indies (Araneae, Theridiidae). Bulletin of the Museum of Comparative Zoology, vol. 121, no 3, p. 57-163 (texte intégral).